# Сјано (Катанцаро)
Сјано је насеље у Италији у округу Катанцаро, региону Калабрија.
Према процени из 2011. у насељу је живело 2666 становника. Насеље се налази на надморској висини од 318 м.